# Zoliflodacine
La zoliflodacine (codes de développement AZD0914 et ETX0914) est une molécule en cours de test comme antibiotique (en prise orale). Elle est étudiée pour le traitement de l'infection à Neisseria gonorrhoeae (gonorrhée). Elle semble plus efficace contre les formes urogénitales de ce type d'infection mais moins dans les formes oropharyngées.
Il s'agit d'une spiropyrimidinétrione qui cible la topoisomérase de type II bactérienne. La zoliflodacine est développée par Entasis Therapeutics et est en 2018 en essai clinique de phase II.